# Săcădat
Săcădat est une commune roumaine du județ de Bihor, en Transylvanie, dans la région historique de la Crișana et dans la région de développement Nord-Ouest.

## Géographie
La commune de Săcădat est située dans le centre du județ, sur la rive gauche du Crișul Repede, dans la plaine de la Crișana, à 17 km à l'est d'Oradea, le chef-lieu du județ.
La municipalité est composée des trois villages suivants, nom hongrois, (population en 2002) :
- Borșa, Borostelek (195) ;
- Săbolciu, Mezőszabolc (762) ;
- Săcădat, Mezőszakadat (960), siège de la commune.

## Histoire
La commune, qui appartenait au royaume de Hongrie, en a donc suivi l'histoire.
Après le compromis de 1867 entre Autrichiens et Hongrois de l'empire d'Autriche, la principauté de Transylvanie disparaît et, en 1876, le royaume de Hongrie est partagé en comitats. Săcădat intègre le comitat de Bihar (Bihar vármegye).
À la fin de la Première Guerre mondiale, l'Empire austro-hongrois disparaît et la commune rejoint la Grande Roumanie au traité de Trianon.
En 1940, à la suite du deuxième arbitrage de Vienne, elle est annexée par la Hongrie jusqu'en 1944. Elle réintègre la Roumanie après la Seconde Guerre mondiale au traité de Paris en 1947.

## Politique
| Période                                  | Période  | Identité   | Étiquette     | Qualité |
| ---------------------------------------- | -------- | ---------- | ------------- | ------- |
| Les données manquantes sont à compléter. |          |            |               |         |
| 2004                                     | En cours | Aurel Popa | PDL, puis PSD |         |

| Parti | Parti                                      | Sièges |
| ----- | ------------------------------------------ | ------ |
|       | Parti social-démocrate (PSD)               | 5      |
|       | Parti national libéral (PNL)               | 2      |
|       | Alliance des libéraux et démocrates (ALDE) | 2      |
|       | Parti Mouvement populaire (PMP)            | 1      |
|       | Parti Roumanie unie (PRU)                  | 1      |

## Religions
En 2002, la composition religieuse de la commune était la suivante :
- Chrétiens orthodoxes, 81,84 % ;
- Pentecôtistes, 13,14 % ;
- Baptistes, 3,02 % ;
- Réformés, 0,73 %.

## Démographie
En 1910, à l'époque austro-hongroise, la commune comptait 2 392 Roumains (91,79 %), 145 Hongrois (5,56 %) et 68 Roms (2,61 %).
En 1930, on dénombrait 2 830 Roumains (94,33 %), 83 Hongrois (2,77 %), 6 Juifs (0,20 %) et 72 Roms (2,40 %).
En 1956, après la Seconde Guerre mondiale, 2 958 Roumains (98,73 %) côtoyaient 37 Hongrois (1,23 %).
En 2002, la commune comptait 1 747 Roumains (91,13 %), 22 Hongrois (1,15 %) et 146 Roms (7,62 %). On comptait à cette date 854 ménages et 851 logements.
| 1880  | 1890  | 1900  | 1910  | 1920  | 1930  | 1941  | 1956  | 1966  |
| ----- | ----- | ----- | ----- | ----- | ----- | ----- | ----- | ----- |
| 1 511 | 1 807 | 2 047 | 2 606 | 2 609 | 3 000 | 3 126 | 2 996 | 2 965 |

| 1977  | 1992  | 2002  | 2007  | - | - | - | - | - |
| ----- | ----- | ----- | ----- | - | - | - | - | - |
| 2 859 | 1 976 | 1 917 | 1 816 | - | - | - | - | - |

## Économie
L'économie de la commune repose sur l'agriculture, l'élevage et l'exploitation des forêts (transformation du bois).

## Communications

### Routes
Săcădat est située à proximité de la route nationale DN1 (route européenne 60) Oradea-Cluj-Napoca.

### Voies ferrées
Săcădat est desservie par la ligne de chemin de fer Oradea-Aleșd.

## Lieux et monuments
- Săcădat, église orthodoxe datant de 1908[6]
- Borșa, église orthodoxe en bois des Sts Archanges datant de 1692, classée monument historique[6].